# Noceta
Noceta là một xã trong vùng hành chính Corse, thuộc tỉnh Haute-Corse, quận Corte (quận), tổng Vezzani. Noceta nằm trên độ cao trung bình là 534 mét trên mực nước biển, có điểm thấp nhất là 199 mét và điểm cao nhất là 1426 mét. Xã có diện tích 18,66 km², dân số vào thời điểm 1999 là 54 người; mật độ dân số là 2 người/km².

## Thông tin nhân khẩu
| 1962 | 1968 | 1975 | 1982 | 1990 | 1999 |
| ---- | ---- | ---- | ---- | ---- | ---- |
| 107  | 103  | 84   | 54   | 53   | 54   |